# Tecticrater cervae
Tecticrater cervae là một loài very small deepwater limpet, là động vật thân mềm chân bụng sống ở biển trong họ Lepetellidae.